# Parc éolien de Trtar-Krtolin
Le parc éolien de Trtar-Krtolin est situé en Croatie. D'une capacité de 11,2 MW, il a été construit en 2006. Il est composé de 14 éoliennes de type Enercon E-48, d'une capacité unitaire de 800 kW. Sa production annuelle se situe autour de 28 GWh.